# Sinatra (software)
Sinatra — це безкоштовна бібліотека веб-додатків із відкритим кодом і доменно-спеціальна мова , написана на Ruby . Це альтернатива іншим веб-фреймворкам на Ruby, таким як Ruby on Rails, Merb, Nitro та Camping . Дана бібліотека залежить від інтерфейсу веб-сервера Rack . Названа на честь музиканта Френка Сінатри . 
Спроектована і розроблена Блейком Мізерані, Sinatra маленька і гнучка. Вона не дотримується типового шаблону модель–подання–контролер, який використовується в інших фреймворках, таких як Ruby on Rails. Натомість Сінатра зосереджується на «швидкому створенні веб-додатків у Ruby з мінімальними зусиллями».  Через набагато менший розмір порівняно з Ruby on Rails його також називають мікрофреймворком . 
Деякі відомі компанії та установи, які використовують Sinatra, включають Apple,  BBC,  Урядову цифрову службу Британського уряду,  LinkedIn,  Агентство національної безпеки,  Engine Yard, Heroku, GitHub,  Stripe, і Songbird .  Travis CI надає велику частку фінансової підтримки на розвиток Sinatra. 
Sinatra був створений у 2007 році. Це надихнуло на численні проекти в інших мовах програмування, таких як Express.js і Scalatra . 
Мізерані і Адам Віггінс з Heroku представили і обговорили Sinatra на RubyConf 2008.

## Приклад
```
#!/usr/bin/env ruby

require
 
'sinatra'

get
 
'/'
 
do

  
redirect
 
to
(
'/hello/World'
)

end

get
 
'/hello/:name'
 
do

  
"Hello 
#{
params
[
:name
]
}
!"

end

```

## Подальше читання
- Harris, Alan; Haase, Konstantin (November 2011). Sinatra: Up And Running (вид. First). O'Reilly Media. с. 120. ISBN 978-1-4493-0423-2.
- Harper, Dan. Singing with Sinatra — nettuts.
- Sinatra Book.

## Зовнішні посилання
- Офіційний сайт